# Кадацкий, Валерий Борисович
Валерий Борисович Кадацкий (род. 28 июля 1941, Саратов) — профессор Белорусского государственного педагогического университета имени Максима Танка.

## Биография
После окончания в 1965 году географического факультета БГУ работал в Белорусском геологоразведочных институте, с 1973 — в Институте геохимии и геофизики АН БССР. В 1975 году защитил кандидатскую диссертацию «Геология и палеогеография верхнего плейстоцена востока Белорусского Поозерья». В 1995 году защитил докторскую диссертацию «Технофильные элементы в ландшафтах Беларуси», в которой впервые предложено районирование Чернобыльской контаминации на территории Беларуси. Занимался вопросами геохимии ландшафтов (изучение миграции технофильных микроэлементов, включая радионуклиды). Бывал в командировках в разных регионах: в Забайкайе, Кольском п-ове, Кавказе, посещал Чехословакию, Австрию, Норвегию. Участник ликвидации аварии на ЧАЭС. С мая 1986 года с группой сотрудников неоднократно направлялся в 30-км зону с целью изучения радиоактивно загрязненных территорий. Работа получила поддержку МАГАТЭ. С 1990 года — заведующий лабораторией трансформации вещества и энергии в геоэкосистемах Института проблем использования природных ресурсов и экологии НАН Беларуси. Подготовил трёх кандидатов наук. С 2003 года работает профессором кафедры физической географии БГПУ. Выполнил ряд научных тем в рамках БРФФИ. Член редколлегии журнала «Известия БГПУ» и Совета по защите диссертации при БГУ.

### Научные интересы
Физико-географические аспекты изучения территории Беларуси; геохимия ландшафтов и системная организация биосферы (географической оболочки).

### Основные публикации
Источник — Репозиторий БГПУ
1. Развитие биосферы в голоцене. Мн., 1978 (в соавт.);
2. Геохимическое изучение ландшафтов Березинского биосферного заповедника. Мн., 1985;
3. Климат как продукт биосферы. Мн., 1986;
4. External γ-Dose Rates Delive-red from the Chernobyl Fallout in Belarus//Journal Environmental. Radioactivity. 1995. V.26. № 2. (в соавт.);
5. Биосфера как система. Мн., 1997;
6. Dynamics of the Chernobyl radionuclide migration in cover deposits of Belarus // IAEA TECDOC — 1314, Final results of a Co-ordinated Research рroject 1997—2000, Vienna, 2002;
7. География Беларуси: пос.. Мн., 2006 (в соавт.);
8. Введение в ноосферологию. Мн., 2010;
9. Проявления ветровой эрозии на осушенных землях Белорусского Полесья. БГПУ., 2012.